# The Fairfield Four
Die Fairfield Four sind eine US-amerikanische Gospelgruppe, die auf eine mehr als 80-jährige Karriere blicken kann. Der Name ist jedoch irreführend, da die Fairfield Four nicht immer vier Sänger sind. Die Bezeichnung bezieht sich auf die vier Stimmlagen, in denen sie singen: Alt, Tenor, Bariton und Bass.

## Geschichte

### Anfänge
Gegründet wurden die Fairfield Four 1921 in Nashville, Tennessee. Der ortsansässige Pfarrer bot seinen Söhnen Rufus und Harold an, in Gottesdiensten und auf kirchlichen Veranstaltungen zu singen. Zusammen mit John Battle sangen sie auch mit anderen Amateursängern wie James Dotson, Lattimer Green oder William Malone.
Als 1935 Samuel McCrary zu den Fairfield Four stieß, war die Gruppe komplett. Mit seiner klaren, vollen Stimme vermochte McCrary die Songs, die sie sangen, besonders zu interpretieren, was zu einer höheren Publikumsaufmerksamkeit führte.

### Karriere
1937 traten sie erstmals in Radiosender WSIX auf. 1941 nahm John Work im Auftrag des Liberty Of Congress die ersten beiden Aufnahmen der Fairfield Four während eines Gottesdienstes auf. Die Platte Don’t Let Nobody Turn You Around auf der A-Seite und Standing In The Safety Zone auf der B-Seite ihr erster Erfolg.
1942 nahmen die Fairfield Four an einem Talentwettbewerb teil, bei dem sie den Hauptpreis gewannen. Von nun an waren sie von um viertel vor sieben bis um sieben morgens auf dem Radiosender WLAC aus Nashville zu hören und somit als Teil der CBS auch national.
Die Fairfield Four gewannen immer mehr an Popularität. Die morgendlichen Auftritte im Radio führten zu gewaltigen Mengen an Nachfragen für Auftritte. Ihre Tourneen führten sie durch ganz Amerika. Zudem sangen sie in ihrer Heimatstadt Nashville in Gospelshows im Ryman Auditorium. Bevor sie Anfang der 1960er aus dem Musikgeschäft verschwanden, nahmen sie über 100 verschiedene Titel auf.

### Abstieg
Anfang der 1950er Jahre wurde es für das Quartett immer schwieriger, gut bezahlte Auftritte zu bekommen. Rassistische Äußerungen und Drohungen zwangen sie, meist nur noch in den nördlichen Bundesstaaten aufzutreten. Oft mussten sie in ihrem Auto schlafen, da sie kein Hotelzimmer bekamen. Sogar Morddrohungen wurden gegen sie ausgesprochen, als sie einmal nachts an einer Tankstelle anhalten mussten. Der Besitzer drohte, sie zu erschießen, wenn sie nicht weiterfahren würden.
Mitte der 1950er Jahre trennten sich die Farfield Four. James Hill, Willie Frank Lewis und Isaac Freeman gründeten danach die Skylarks. McCrary hielt jedoch an der Formation fest und zog zwei neue Sänger, Willie Love und Willie Broadnax, hinzu. Das Album, das sie für RCA aufnahmen, verkaufte sich jedoch nicht gut. Musikalische Veränderungen in der Gospelmusik ließ die Verkaufszahlen zurückgehen. Die Folge war, dass die Fairfield Four sich wieder trennten.

## Comeback
Nachdem die ehemaligen Mitglieder zwanzig Jahre lang ihre eigenen Wege gingen, bot Doug Seroff ihnen an, mit dem Gitarrenspieler Joe Withaker in Birmingham, Alabama, aufzutreten. Das Konzert war ein großer Erfolg für die Fairfield Four. Die Alben, die sie aufnahmen, verkauften sich wie von selbst. Zudem sangen sie mit dem Gastsänger wie Charlie Daniels oder dem Humorist Garrison Keiller.
1989 bekamen sie die „National Endowment for the Arts“ verliehen, den wichtigsten Preis, den sie bis dahin bekamen. Doch dann starb Samuel McCrary, der die Gruppe fast fünfzig Jahre lang zusammenhielt. Jedoch kamen Walter Settles, W.L. Richardson und Wilson Waters als Ersatz. Mit ihnen unterzeichneten die verbleibenden Mitglieder 1990 bei Warner Brothers Records.
1995 gewannen sie als erste den Annual Nashville Music Award for Lifetime Achievement. Ihr Album I Could’t Hear Nobody Pray aus dem Jahre 1997 wurde mit einem Grammy ausgezeichnet. In den folgenden Jahren feierte das Quartett weitere große Erfolge, veröffentlichte neue Alben, darunter ein Live-Album. 1999 wurden sie in die Gospel Music Hall of Fame aufgenommen. Am 6. Juli 2000 verstarb James Hill, der ab 1946 an zu den Fairfield Four gehörte.
Noch immer veröffentlichen die Fairfield Four neue CDs, wie das 2001 erschienene Album Road To Glory, und treten immer noch auf. 2004 hatte das Quartett einen Gastauftritt in dem Film O Brother, Where Art Thou?, in dem sie die traditionelle Ballade Lonesome Valley vortrugen. 2005 wurde ihr Titel Standing In The Safety Zone in dem Film Norbit verwendet. Am 16. Oktober 2012 verstarb der in Musikerkreisen viel beachtete Basssänger Isaac "Dickie" Freeman.

## Diskografie

### Singles
- Don’t Let Nobody Turn You Around / Standing in The Safety Zone (1947–1948)
- When I Get up in Heaven / Amazing Grace (1947–1948)
- Tree of Level / Jesus Met the Woman at the Well (1949)
- Dear Lord, Look Down Upon Me / Savior Don’t Pass Me By (1949)
- In The Wilderness / Let Me Tell You About Jesus (1949)
- In The Upper Room / I’ll Tell The World (1950)
- I Don’t Know Why I Have to Cry / When I Move in the Room (1950)
- Don’t Drive Your Children Away / Does Jesus Care (1950)
- Nobody To Depend on / Old Time Religion (1950)
- No Room at the Inn / Talking About Jesus (1950)
- I Love The Name Jesus / Leave Them There (1950)
- On My Journey Now / Love Like a River (1950)
- Poor Pilgrim of Sorrow / Don’t Drive Her Away (1950)
- Packing Every Burden / Don't Leave Me (1951)
- My Prayer / Come on to This Altar (1951)
- Waiting for Me / Angels Watching (1951)
- I’m in Your Care / I Can Tell You the Time (1951)
- When We Bow / Let’s Go (1951)
- Hope To Shout in Glory / All the Way (1951)
- I’ll Be Satisfied / I’ve Got Good Religion (1951)
- Come Over Here / Who Is That Knocking (1953)
- His Eye Is on the Sparrow / Every Day (1953)
- How I Got Over / This Evening Our Father (1953)
- Stand by Me / Hear Me When I Pray (1953)
- When The Battle Is Over / Standing on the Rock (1953)
- Somebody Touched Me / Mother Don’t Worry (1953)
- We Never Grow Old / Jesus in Heaven (1954)
- God Knows I’m a Pilgrim / Heaven in My View (1954)

### Alben
- Standing in the Safety Zone (1992)
- I Couldn’t Hear Nobody Pray (1997)
- Wreckin’ the House, Dead Reckoning Records (1998)
- Fairfield Four and Friends Live from Mountain Stage (2000)
- The Bells Are Tolling (2001)
- Road to Glory (2001)

## Auszeichnungen
- National Endowment for the Arts, National Heritage Award, 1989
- Tennessee Lifetime Achievement Award, 1994
- Nashville Music Award Lifetime Achievement Award, 1995
- James Cleveland Stellar Award, 1996
- Grammy Award, Best Traditional Gospel Recording, for I Couldn't Hear Nobody Pray, 1997
- Aufnahme in die Gospel Music Hall of Fame, 1999